# Rosana Simón
Rosana Simón Álamo (Los Llanos de Aridane, 11 luglio 1989) è una taekwondoka spagnola.

## Palmarès

### Mondiali di taekwondo
- Oro a Campionati mondiali di taekwondo 2009
- Bronzo a Campionati mondiali di taekwondo 2011

### Europei di taekwondo
- Bronzo a Campionati europei di taekwondo 2006
- Oro a Campionati europei di taekwondo 2010
- Argento a Campionati europei di taekwondo 2012
- Bronzo a Campionati europei di taekwondo 2014
- Bronzo a Campionati europei di taekwondo 2016